# 台北二二八紀念館
台北二二八紀念館（タイペイにいにいはちきねんかん、中国語: 臺北二二八紀念館、英語: Taipei 228 Memorial Museum）は、台北市の二二八和平公園内に、二・二八事件からちょうど50週年となった1997年2月28日に正式に開館した同事件を記念する展示施設。紀念館の初代館長は、実業家で社会運動家としても知られた葉博文が務めた。
建物は、かつて日本統治時代に、台湾放送協会の台北放送局の演奏所（放送スタジオ）であった。

## 観覧案内
台北二二八紀念館の展示内容は、「常設展覧」と「当期展覧」に分かれており、前者は12の単元からなる展示によって二二八事件の歷史的経緯を回顧するものであり、後者は定期的に展示替えがなされる。館内では、中国語、英語、日本語による自動音声ガイドを用いて観覧する。

### 開館日
月曜日から日曜日まで毎日10:00～17:00（台湾標準時）。公休日、連休中は常時開館し、別の日に休館する。毎週月曜日、および、公休日の翌日は休館。

### 入場券
入場券は新台湾ドル20元、悠遊カードでの支払いも可。
- 入場料無料の対象者（身分証明などの提示が必要、中華民国国籍者以外にも適用）：

1. 12歳以下、または、65歳以上の民衆。
2. 各種の学校に在学する学生・生徒。
3. 予約申請し、文化局の承認を受けた、ガイド付きの見学・学習目的の団体。
4. 台北市の低収入世帯証明を持つ者。
5. 二二八事件の受難者、および、その家族。
6. 義通義勇警察、義勇消防、義勇警察、および、民防団隊などの構成員。
7. 身心障碍者、および、必要な同伴者1名。
8. 文化局の承認を得た、各種の学校の校外教学活動。
9. 交通部觀光局のガイド認定を受けている者。
10. 文化局の承認を得て、弁理業務、ないし、教育宣伝に従事する者。
11. 「台北市原住民長者使用市有場館設施優待要点」に基づく、55歳以上の台北市原住民長者。

- 入場無料開放日：

1. 行政院の定める公日曆表に指定された休日。
2. 労働節、および、軍人節。
3. 二二八事件の月（每年2月）。
4. 国際博物館の日（每年5月18日）。
5. 世界人権デー（每年12月10日）。
6. その他、文化局が公告を経て、無料開放を定める日。

## 交通

### 台北捷運
- 台北捷運：台北捷運淡水信義線 台大医院駅1号出口

### バス
- バス停留所：台大医院、博物館、衡陽路口、二二八和平公園

## 建物の来歴
台北放送局は、当時は台湾で一番のラジオ局であり、この建物は1930年代に、台湾総督府の営繕科技師であった栗山俊一によって設計され、竣工後からラジオ放送が始まった。
第二次世界大戦後は中国広播公司がこの建物を接収して、ラジオ局として使用していたが、1972年には台北市政府がこの建物を獲得した。1996年、台北市政府は、この建物を台北二二八紀念館の施設とすることを決定した。2019年、台北市政府文化局は放送亭の古積登録（1998年）より20年以上遅れて建屋も市定古蹟に編入することを決定した。

## エピソード
2014年8月、台北市議会議員の簡余晏、許淑華、林晋章が紀念館を訪れた際に、文書資料室で、画家・藍蔭鼎の作品『アメリカ領事館（美國領事館）』が資料箱の中に折りたたまれて入っている状態で発見された。

## 周辺の施設
- 台湾広播電台放送亭
- 国立台湾博物館
- 二二八福德宮（中国語版）
- 急公好義坊（中国語版）
- 黃氏節孝坊（中国語版）
- 台北賓館

## ギャラリー
台北二二八紀念館
- 館名石
- 二二八和平公園側の入口
- 台北二二八紀念館の北棟
- 台湾人の自治運動
- 光と詩の劇場
- 事件の始末
- 記憶の底に